# Alberto Romulo
Alberto Gatmaitan Romulo (Camiling, 7 augustus 1933) is Filipijns politicus. Romulo was minister van buitenlandse zaken in de kabinetten van president Gloria Macapagal-Arroyo en haar opvolger Benigno Aquino III.
Tijdens de regeerperiode van president Corazon Aquino diende Romulo als Minister van Budget en economisch adviseur. Van 1987 tot 1998 was hij senator. In deze periode was Romulo vijf jaar lang Majority Leader van de Senaat.
In januari 2001 werd hij benoemd als minister van financiën. In mei van dat jaar verruilde hij deze functie voor die van Executive Secretary (de Filipijnse eerste minister). Op 18 augustus 2004 werd hij benoemd als minister van buitenlandse zaken in het kabinet van Gloria Macapagal-Arroyo. Ook gedurende het eerste jaar van de termijn van diens opvolger Benigno Aquino III bleef hij nog aan in die functie. In zijn rol als minister van buitenlandse zaken van de Filipijnen was ook enige tijd voorzitter van de ASEAN.
Romulo's zoon Roman T. Romulo is ook politicus en werd bij de verkiezingen van 2007 gekozen als afgevaardigde namens de stad Pasig.
Alabastro · Andaya · Atienza · Bunye · Cabral · Durano · Duque · Ebdane · Ermita · Favila · Raul Gonzalez · Lapus · Mendoza · Pangandaman · Puno · Remonde · Reyes · Romulo · Roque · Saludo · Santos · Norberto Gonzales · Teves · Yap